# Custer, South Dakota
Custer är administrativ huvudort i Custer County i South Dakota. Orten har fått sitt namn efter militären George Armstrong Custer. Enligt 2010 års folkräkning hade Custer 2 067 invånare.